# Place du Busca
Pour les articles homonymes, voir Busca.
La place du Busca (en occitan : plaça del Buscar) est une voie de Toulouse, chef-lieu de la région Occitanie, dans le Midi de la France.

## Situation et accès

### Description
La place du Busca est une voie publique. Elle se situe au cœur du quartier du même nom.
Elle forme un carré de 55 mètres de côté, pour une superficie de 3000 m² environ. Elle reçoit, au nord-est, l'avenue François-Frizac, au nord-ouest, la rue des Trente-Six-Ponts, à l'ouest, la rue du Gorp, au sud-ouest, l'avenue Victor-Ségoffin, et au sud-est, la rue Léo-Lagrange. Le centre de la place est occupé par une esplanade pavée et plantée de plusieurs arbres.
La chaussée compte une voie de circulation automobile en sens unique, qui tourne autour de la place dans le sens anti-horaire. Elle appartient à une zone 30 et la vitesse y est limitée à 30 km/h. Il n'existe pas d'aménagement cyclable.

### Voies rencontrées
La place du Busca rencontre les voies suivantes, dans l'ordre des numéros croissants :
1. Avenue François-Frizac
2. Rue des Trente-Six-Ponts
3. Rue du Gorp
4. Avenue Victor-Ségoffin
5. Rue Léo-Lagrange

### Transports
La place du Busca est traversée et desservie par la ligne de bus 44. La station de métro la plus proche est la station Saint-Michel - Marcel-Langer, sur la ligne , sur la grande-rue Saint-Michel, où se trouvent également les arrêts du Linéo L4.
Il existe une station de vélos en libre-service VélôToulouse : la station no 118 (2 place du Busca).

## Odonymie
La place, comme le quartier dont elle est le cœur, tient son nom de la famille de Busca, et plus particulièrement de Pierre de Busca, conseiller au parlement et à la chambre de l'Édit de Castres, qui y possédait une métairie au début du XVIIe siècle. Le domaine passa, durant les siècles suivants entre plusieurs mains, mais il ne changea pas de nom. Au milieu du XVIIIe siècle, il appartenait à Jean-François Daspe de Meilhan, président à mortier au parlement, qui fit bâtir une maison de plaisance – ou « château » (emplacement des actuels no 35 et 50 allée Édouard-Branly). Au XIXe siècle, il s'étendait entre les actuelles avenue Victor-Ségoffin, rue des Orfèvres et rue Léo-Lagrange, mais il fut progressivement partagé et loti entre 1840 et 1859 par son dernier propriétaire, M. de Castellane. La place, créée et aménagée à cette époque, n'eut jamais d'autre nom.
Plusieurs voies ont porté le même nom, l'ayant perdu depuis : il a ainsi existé une allée du Busca (actuelle allée Édouard-Branly), un chemin du Busca (actuelles avenues François-Frizac, Victor-Ségoffin et Marcel-Langer), un chemin-de-ronde du Busca (partie de l'actuelle avenue Paul-Crampel) et une rue du Busca (actuelles avenues François-Frizac et Victor-Ségoffin).

## Histoire

### Moyen Âge et période moderne
La place du Busca correspond à un ancien carrefour rural antérieur au XVe siècle. Il se trouve au croisement de deux chemins : le premier (actuelle rue des Trente-Six-Ponts, rue Léo-Lagrange, rue du Midi, chemin de la Cale et avenue de Lespinet) qui longe les ruisseaux du Sauzat et de Mièjesolle depuis les fossés de la ville (emplacement des actuelles allées Jules-Guesde) jusqu'au territoire de Lespinet, le second (actuelles avenues François-Frizac, Victor-Ségoffin et Marcel-Langer) qui va de la porte Montoulieu (emplacement de l'actuel no 2 place Montoulieu) à la croix du Calelh, sur le grand-chemin français (actuelle avenue de l'U.R.S.S.). Il existe, à ce carrefour, un pont d'une certaine importance, simplement désigné comme le pont du Sauzat.

### Époque contemporaine
Le carrefour est aménagé en place vers 1870.
En 2015, une réflexion est engagée autour de l'équipe d'architectes et de paysagistes Michèle Orliac et Miquel Battle pour requalifier la place du Busca. Les voies et les sens de circulation sont modifiés afin de diminuer le trafic automobile. Entre 2018 et 2019, des travaux transforment le visage de la place qui, de simple rond-point, devient une large place pavée, plantée d'arbres et dotée de bancs.

## Patrimoine et lieux d'intérêt

### Écoles maternelle et élémentaire Jean Jaurès

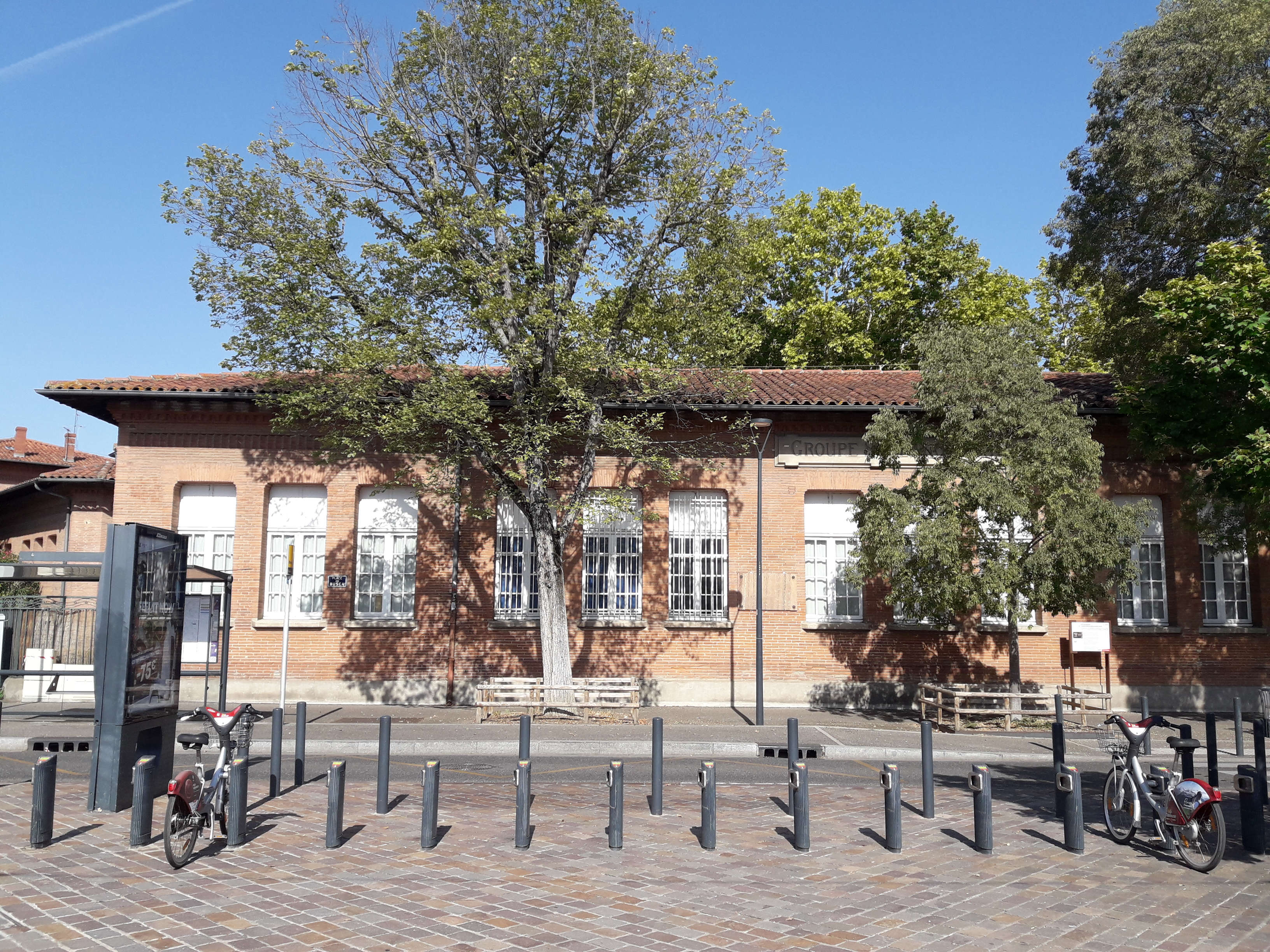
Façade de l'école élémentaire Jean-Jaurès.

La municipalité confie en 1925 la construction du groupe scolaire du Busca à l'architecte de la ville, Jules Milloz. Pour cela, la municipalité fait l'acquisition d'une partie des terrains d'une usine de constructions métalliques, l'atelier Saint-Éloi. Le projet, qui comprend une école de garçons, une école de filles et une école maternelle, est établi sur une vaste parcelle entre l'avenue François-Frizac (actuel no 21), la place du Busca, la rue Léo-Lagrange (actuel no 60) et la rue Xavier-d'Auriol (actuels no 5-5 bis). C'est en 1927, lors de l'inauguration de l'école de garçons, que le maire socialiste de la ville, Étienne Billières, lui donna le nom de Jean Jaurès, dont la mère habitait une maison de l'avenue François-Frizac (ancien no 15).
L'école de filles, qui borde la rue Léo-Lagrange et la place du Busca, est terminée en janvier 1931. Elle avait trois classes, une salle de repassage, un préau couvert et, à l'étage, les logements de la directrice et de son adjointe. Les bâtiments sont en maçonnerie de briques, mises en œuvre avec soin, avec notamment des jeux de calepinage qui animent les façades.

### Maisons
- no  4 : maison. 
La maison est construite dans le premier quart du XXe siècle. Elle reprend les codes de constructions des maisons toulousaines, mais elle s'en distingue par son décor de céramique en écoinçon entre les fenêtres du rez-de-chaussée et en frise au niveau de l'étage de comble. L'aile en retour se distingue par son grand panneau en terre cuite sculpté d'ornements végétaux et son toit couvert d'ardoises[9].

- no  5 : maison (deuxième moitié du XIXe siècle)[10].

- no  9-10 : villa Marguerite. 
Une simple maison toulousaine est construite sur la place du Busca en 1880 (actuel no 9). Elle est agrandie en 1922 d'une aile supplémentaire (actuel no 10) sur les plans de l'architecte Edmond Pilette qui la transforme en véritable villa bourgeoise. Elle ne compte, en façade sur la place, qu'une seule large travée, couronnée d'un fronton triangulaire qui lui confère une certaine monumentalité. À gauche, la porte piétonne donne accès à une galerie couverte qui ouvre sur le jardin, à l'angle de la rue Léo-Lagrange[11].